# 高瀬綾
高瀬 綾（たかせ りょう、7月7日生）は、日本の漫画家。新潟県出身。
1987年、「さよならラプンツェル」（なかよしデラックス春の号掲載）でデビュー。
メルヘン系ファンタジーから破滅的な恋愛ものまで、幅広い分野の作品を講談社の漫画雑誌『なかよし』や『るんるん』に発表した。影響を受けた漫画作品として『花ぶらんこゆれて…』（太刀掛秀子）と『あいつがHERO!』（あさぎり夕）を挙げている。
代表作は『くるみと七人のこびとたち』、『リリィ&アールのふしぎなお店』、『ほしいのはひとつだけ』。
近年はハーレクイン（宙出版）から作品を出している。

## 作品リスト
- ひよこ時計PiPiPi（なかよし、講談社）ISBN 4-06-178636-9
- ぶらっでぃー・まりー（なかよし）ISBN 4-06-178653-9
- オレンジポケット（なかよし）ISBN 4-06-178677-6
- 流れ星ロマンス（なかよし）ISBN 4-06-178694-6
- バレンタイン参観日（なかよし）ISBN 4-06-178711-X
- 聖ルームメート（なかよし）ISBN 4-06-178734-9
- くるみと七人のこびとたち（なかよし）
  - 第1巻 ISBN 4-06-178763-2
  - 第2巻 ISBN 4-06-178770-5
  - 第3巻 ISBN 4-06-178779-9
  - 第4巻 ISBN 4-06-178788-8
  - 第5巻 ISBN 4-06-178807-8
- リリィ&アールのふしぎなお店[2]（るんるん、講談社） 
  - 第1巻 ISBN 4-06-322804-5
  - 第2巻 ISBN 4-06-322821-5
  - 第3巻 ISBN 4-06-322837-1
- アルバイトKIDS★GO!（なかよし）ISBN 4-06-178830-2
- せりなリニューアル!（なかよし）ISBN 4-06-178855-8
- キュリオショップせぴあ堂（なかよし）ISBN 4-06-178884-1
- My dear（なかよし）ISBN 4-06-178909-0
- ほしいのはひとつだけ（なかよし）
  - 第1巻 ISBN 4-06-178918-X
  - 第2巻 ISBN 4-06-178930-9
  - 第3巻 ISBN 4-06-178942-2
- スイート・リベンジ（なかよし）ISBN 4-06-178989-9
- 朝までいっしょ（なかよし）ISBN 4-06-364054-X
- 海の見える愛の家（ハーレクイン、宙出版）
- トスカーナの憂鬱（ハーレクイン）